# Steve Coppell
Stephen ("Steve") James Coppell (Liverpool, 9 juli 1955) is een  Engels voetbalcoach en voormalig voetballer. Coppell speelde 42 interlands voor Engeland en nam met zijn vaderland deel aan onder meer het WK voetbal 1982 in Spanje.